# 韩建敏
韩建敏（1954年12月—），汉族，四川成都人，中华人民共和国政治人物、第十二届全国人民代表大会重庆地区代表。
毕业于重庆师范学院汉语言文学专业。加入中国民主同盟。2013年，担任全国人大代表。